# Glendale (Wisconsin)
Glendale város az USA Wisconsin államában, Milwaukee megyében. Lakosainak száma 13 357 fő (2020. április 1.).

## Népesség
A település népességének változása:

| 2010 | 12 872 |
| 2020 | 13 357 |